# Islam au Maroc
L'islam est la religion la plus pratiquée au Maroc. Elle y est religion d'État depuis 698 par le général arabe Oqba Ibn Nafaa et son armée de berbères Iluwaten. La Religion musulmane a été influencé jusqu’au Maroc avec le Califat Islamique s’étend sur plus de 11 100 000 km2 qui a conquis tout le Maghreb, au fur et à mesure du temps elle est restée religion d’État.
Cependant, le roi du Maroc Mohammed VI était lui aussi un descendant du prophète de l’Islam Mahomet, une raison de plus pourquoi l’Islam est la religion d’État dans le Royaume du Maroc.
En tout, on compte un total d’environ 52 000 mosquées au Maroc.
De plus, sur le drapeau du Maroc on y voit l’étoile à 5 branches, qui signifie les 5 piliers de l'islam.
En tant que monarchie constitutionnelle, le roi du Maroc est également le commandeur des croyants, conférant une dimension religieuse à la monarchie. Malgré son caractère musulman prédominant, le Maroc est réputé pour sa tradition de tolérance religieuse, accordant respect et protection aux minorités religieuses. Le pays abrite également des sites religieux importants, tels que la mosquée Hassan II à Casablanca et la ville sainte de Fès, qui incarnent l’héritage spirituel et culturel de l’Islam au Maroc.

## Histoire

### Histoire des religions au Maroc

#### Origines
À l'époque antique, les populations amazigh du Maroc ont développé une mythologie et des croyances propres fortement influencées par la mythologie égyptienne et carthaginoise : Libye antique, Libyens, Berbères/Imazighen, croyances berbères, Dii Mauri, liste des villes au Maroc fondées par les Phéniciens, tribus du Maroc. Les infimes restes de la culture des Guanches des îles Canaries pourrait témoigner de réalités berbères/libyques anciennes disparues sur le continent.
Le Maroc a également eu une présence romaine au Nord comme l'atteste le site archéologique de Volubilis, la plus célèbre de cités romaines au Maroc (Banasa, Iulia Constantia Zilil (Assilah), Lixus, Melilla, Sala Colonia, Septem (Ceuta), Tamuda (Tétouan), Thamusida, Tingis/Tanger...). La religion de la Rome antique a concerné principalement la population romaine (commerçants, militaires, administrateurs) et marginalement une frange des populations locales de l'Afrique romaine. Il en va de même pour l'introduction du christianisme primitif au Maghreb, plus encore en Maurétanie tingitane.

### Histoire de l'Islam au Maroc

#### Introduction de l'Islam
L'Islam a été introduit au Maroc pour la première fois en 698 par le général arabe Oqba Ibn Nafaa et son armée de berbères Iluwaten, Inefzawen et autres tribus convertis dans le sang par les compagnons du prophètes, envoyé par les Omeyyades. Certaines tribus berbères non musulmanes s’allient vite à leurs frères musulmans et participent, par soif de conquêtes, à la conquête de l’Andalousie sous la direction de l’un des leurs Tariq ibn Ziyad de la tribu des Inefzawen.
Toutefois, la région du Maroc était insoumise au pouvoir de Kairouan et de Cordoue mais reconnaissais leurs autorité, les berbères se considérant plus comme des alliées qu’autre choses. Le traitement généralement inférieur de la majorité des populations berbères musulmanes et non musulmans (par des systèmes de taxes notamment) par la classe dirigeante arabe a mené à de nombreuses révoltes dont la principale est la Grande révolte berbère qui ébranle tout le Maghreb ainsi que l'Andalousie, provoquant le massacre des arabes et de quelques musulmans dans l’Afrique Du Nord. Elle résulte en l'indépendence du Maghreb al-Aqsa et de la majeure partie du Maghreb al-Awsat vis-à-vis du califat ommeyade, en faisant les premières provinces de l'empire à faire secession.
À cette époque les tribus berbères se tournent vers le kharijisme, maintenant leur religion traditionnelle dite tanewya (voir mythologie kabyle), afin d’asseoir leur indépendance. Ainsi, dans la tribu des Ghomaras, en 925-928, se révèle un prophète musulman réformateur, Ha-Mîm (en).
En 788, les Idrissides furent la première dynastie musulmane à proprement parler marocaine. Idriss Ier, arrière petit-fils de Ali ibn Abi Talib, était contestataire du droit des Abbassides à exercer le pouvoir. Il était de confession zaïdite, une branche du chiisme reconnaissant Zayd Ibn Ali as-Sajjad comme cinquième et dernier imam.
L’historiographie marocaine traditionnelle, apparue à l’époque mérinide, présente la suite de la dynastie idrisside naturellement comme des défenseurs de l’orthodoxie sunnite. S’appuyant sur des sources pré-mérinides, les thèses qui voient dans les Idrissides des Zaïdites ou encore des Mutazilites, restent hypothétiques. Bien que ces courants aient existé au Maroc sans pour autant être dominants.
D’après la relation entre le frère d’Idriss Ier, Muhammad al-Nafs al-Zakiya, et Mâlik ibn Anas, « le courant des chérifs hassaniens de l’époque se situait bien dans une tradition moyenne », qui permettra des ponts futures avec le malékisme
Quoi qu'il en soit, pendant de nombreux siècles, de nombreuses influences viennent forger l'Islam marocain, aussi bien sunnite ou mutazilite avec les savants omeyyades de Cordoue que chiite avec les traditions de sainteté chérifienne des Idrissides, mais aussi par les incursions fatimides venu de Kabylie orientale et qui sont les premiers à soutenir la tradition de la fête du Mawlid al-Nabawi (la Nativité du Prophète, en berbère Lmulud Nbi), célébrée conventionnellement le 12 rabi‘ Ier de chaque année depuis. Cette fête est introduite tardivement au Maroc, sous le sultan mérinide sunnite malékite Abu Yusuf Yaqub ben Abd al-Haqq sous l’influence de l’émir de Sebta, au XIIIe siècle.
L’islam marocain et maghrébin traditionnel en général est caractérisé par un syncrétisme entre l’islam et les traditions berbères locales issues de l’ancienne religion (la tanewya). L’islam puriste ne s’est réellement établi au Maroc que durant la période coloniale, la France, dans ses stratégies militaires, ayant observé que les tribus les plus pacifiques étaient les plus islamisées et arabisées décidèrent d’opter pour une campagne d’arabisation et d’islamisation du territoire marocain et maghrébin, grâce à quoi beaucoup de berbères se sont arabisés.

#### Unification du Maroc derrière l'école sunnite malékite
Au fil des siècles, la plupart des Berbères se convertissent à l'islam. Sous les Almoravides, le malékisme s'impose sur l'ensemble du territoire : le terme Al-Mourabit désignant en premier lieu un mouvement de ralliement religieux musulman malékite.
La dynastie almoravide (1040-1147) donne de nombreux érudits et juges malékites qui assoient le courant comme Cadi Ayyad, al-Arabi, Ibn Ruchd al-Gadd.
Un siècle plus tard, le mouvement almohade, fondé au début du XIIe siècle, par Mohammad ibn Toumert, un réformateur de l’Anti-Atlas, s’oppose au rite malékite pratiqué par les Almoravides, prêchant un retour aux sources religieuses de l’islam. Formé en Orient et influencé par le chiisme, il reproche à ceux-ci d’avoir délaissé l’étude du Coran pour un juridisme excessif, d'avoir une conception anthropomorphe de Dieu, contraire au principe fondamental de l’unité divine (ou tawhid, « unité divine »).
Toutefois, la dynastie (1120/1147-1269) reste attachée à l'école malékite. Le plus grand savant malékite du règne almohade est Al-Qurtubi, qui est également le savant le plus connu de l'histoire de Cordoue. Et au-delà de la rigueur religieuse apparente de son fondateur, certains de ses successeurs sont dans leur intimité de grands intellectuels ouverts aux débats religieux et philosophiques, comme Abu Yaqub Yusuf.
En effet, le monde musulman est à cette époque à son apogée politique et social. Le Maroc et l'Andalousie forment une importante zone d'échanges (commerciaux, économiques, culturels), ce qui permet aussi l'essor de l'art et la littérature (musique arabo-andalouse, poésie arabe), mais aussi de penseurs mutaziles comme Ibn Tufayl ou rationalistes et libéraux comme Ibn Baja (Avempace) ou Ibn Rochd (Averroès) (petit-fils du premier). Mais les idées réformatrices d'Ibn Baja et Ibn Rochd ne plaisent pas toujours au pouvoir. Ils sont même suspectés d'hérésie par certains de leurs coreligionnaires, et leurs idées restent sans postérité au Maroc dans les siècles suivants.

#### Développement des confréries soufies
Le soufisme qui prend ses racines initiales dans l'orthodoxie sunnite mais aussi dans certaines traditions berbères, est une démarche de quête de la vérité divine (haqîqah) et l’amour de Dieu par la voie intérieure, via la contemplation et la sagesse. Il cherche toutefois à se distinguer de l'orthodoxie officielle pour apporter sa propre vision. Le terme « tassawuf » se traduit par « initiation ». Le Tassawuf comprend non seulement la haqîqah mais aussi l'ensemble des moyens destinés à y parvenir, appelé tariqa - « voie » ou « sentier ».
Au Maroc, le soufisme a quasiment toujours existé notamment à travers l'école de l'Égyptien al Junayd et à travers l’influence de grands penseurs comme l’andalou Ibn Arabi. Vers Les XIe et XIIe siècles, des turuq se structurent véritablement au Maroc notamment via l’Algérie. Grâce à Abou Madyane, les pensées de Abd al Qadir al-Jilani et Al-Ghazâlî parviennent au Maghreb, et inspirent plusieurs mouvements soufis, avec les pensées d'Abdeslam Ben Mchich Alami ou Abou Hassan al-Chadhili. L’essor de ces turuqs est également intimement lié à l’image très positive des chorfas aux yeux des Marocains à l'époque et notamment des chorfas idrissides.
À partir du XIIIe siècle, sous les Mérinides, la redécouverte du tombeau d’Idriss II, lance également le mouvement de reconnaissances des saints chérifs. Ces mouvements préfigureront le retour des dynasties chérifs au pouvoir au Maroc.
Les mouvements soufis vont également se développer à travers des mouvements mystico-religieux à l’ancrage social complexe comme les Aïssawa à Meknès ou les Hamadcha à Fès ou les Gnaouas à Essaouira.
Les mouvements soufis restent très vivants au Maroc au fil des siècles, avec l’apparition de nouvelles tariqas au XVIe et jusqu’XIXe siècle, comme la Qadiriyya Boutchichiyya venue du Nord-Est ou la Tijaniyya venue d’Algérie.

## Islam moderne au Maroc

### Islam et politique au Maroc
Religion et politique sont intimement liées au Maroc, le roi du Maroc possède la dénomination de Commandeur des croyants, ce qui lui confère un pouvoir religieux. Il existe par ailleurs un courant officiel et par conséquent politique de l'Islam.
Les partis politiques marocains se différencient par leurs réponses aux questions économiques et sociales, toujours dans un ancrage dans le courant officiel. Il n'existe pas réellement de parti politique actif avec un message religieux différent. Tous les partis politiques se réclament du même courant musulman sunnite malékite dont le roi est le Commandeur.
Il existe des partis dits "islamistes" comme le PJD ou le Parti de la renaissance et de la vertu, mais leurs messages restent ancrés dans le courant officiel, et ils se différencient seulement par plus de populisme et bien sûr une approche très conservatrice sur l'ensemble des sujets.
Il existe des partis dits "libéraux" ou "progressistes" comme le PAM ou le Parti des forces citoyennes mais les revendications "libérales" sont plus à lire comme démocratiques (pour les forces citoyennes) ou libérales d'un point de vue économique. Il n'existe pas de parti politique laïc ou d'une autre confession.
Les mouvements politiques extrémistes sont, quant à eux, interdits, ou à la limite tolérés mais pas reconnus. Par exemple : Al Adl Wal Ihsane.

### Islam et justice
Historiquement, la justice était rendue au Maroc par les cadi, certains notables locaux chérif ou directement par le makhzen, les juges s'appuyant sur le fiqh en vigueur pour rendre leurs jugements.
La première version officielle du Code pénal marocain (1913, puis révisé en 1965, puis réformé en 2015) est entrée en vigueur sous le protectorat français, sur le modèle français, tout en étant adaptée aux traditions musulmanes reconnues au Maroc pour les sujets musulmans et toute affaire impliquant un sujet musulman. Les Marocains juifs sont historiquement directement jugés par les tribunaux hébraïques gérés par le grand rabbin du Maroc, notamment pour les affaires matrimoniales ou d’héritage.

### Islam et droit
Contrairement à certains pays du Golfe, le Maroc a une constitution écrite et se définit comme un pays musulman attaché à l'ouverture et à la tolérance, comme l’atteste le préambule de sa constitution de 2011 :
« État musulman souverain, attaché à son unité nationale […]. Le prééminence accordée à la religion musulmane dans ce référentiel national va de pair avec l’attachement du peuple marocain aux valeurs d’ouverture, de modération, de tolérance et de dialogue pour la compréhension mutuelle entre toutes les cultures et les civilisations du monde. »
Par ailleurs, bien que reposant essentiellement sur le droit musulman, le droit marocain n'est pas issu d'une charia mais est l’émanation de législations parlementaires et de dahir royaux. La politique religieuse du pays s'appuie également sur le Conseil supérieur des oulémas qui dispose aujourd'hui uniquement d'un avis consultatif.
Le code de la famille est régi par la Moudawana ou "Code du statut personnel marocain" (1958, amendé en 1993, révisé en 2004).

### Islam et éducation
Après avoir connu des attentats islamistes meurtriers (Casablanca en 2003, Marrakech en 2011), l'État marocain reprend en main ses 52 000 mosquées et les imams qui y officient, de même que ceux envoyés en Europe ou dans d'autres pays d'Afrique.
Sous l'égide du ministre des Affaires religieuses Ahmed Toufiq, en poste depuis 2002, l'Institut Mohammed-VI de Rabat vise à former les futurs imams et les mourchidates selon les préceptes de l'islam marocain. Par ailleurs, le ministère surveille et contrôle les mosquées afin de contrer toute radicalisation ou emprise du politique sur ces lieux d'enseignement religieux.
En 2004, la radio Mohammed-VI est enfin lancée afin de contrer les chaînes salafistes concurrentes.

### Débats sociétaux

#### Apostasie
En 2005, l'apostasie d'un musulman, le fait de quitter sa religion n'est pas explicitement interdit selon le droit écrit marocain mais l'est de facto et socialement. En plus de s'exposer à une possible « mort civile », parler de, ou afficher sa nouvelle croyance peut être interprété comme du prosélytisme. Si ces actions ont lieu en présence d'un musulman, on peut alors être poursuivi en vertu de l'article 220 du code pénal marocain :

« Quiconque, par des violences ou des menaces, a contraint ou empêché une ou plusieurs personnes d'exercer un culte, ou d'assister à l'exercice de ce culte, est puni d'un emprisonnement de six mois à trois ans et d'une amende de 100 à 500 dirhams.

Est puni de la même peine, quiconque emploie des moyens de séduction dans le but d'ébranler la foi d'un musulman ou de le convertir à une autre religion, soit en exploitant sa faiblesse ou ses besoins, soit en utilisant à ces fins des établissements d'enseignement, de santé, des asiles ou des orphelinats. En cas de condamnation, la fermeture de l'établissement qui a servi à commettre le délit peut être ordonnée, soit définitivement, soit pour une durée qui ne peut excéder trois années. »

#### Obligation du jeûne
Selon l'article 222 du code pénal marocain, la consommation de nourriture en public pendant le mois de ramadan est interdite par la loi pour toute personne de confession musulmane.
Les établissements servant à boire ou à manger restent généralement tous fermés pendant la journée,.
Une enquête intitulée « L’Islam au quotidien » révèle que 60 % des sondés ne considèrent pas comme musulman celui qui ne fait pas le ramadan, et 44,1 % d'entre eux estiment qu’un dé-jeûneur doit être puni jusqu’à ce qu’il reprenne « le droit chemin », tandis que près de 82,7 % des interrogés ne sont pas d’accord pour que les cafés et restaurants restent ouverts la journée pendant le mois sacré musulman.

#### Autres particularités sociétales marocaines

##### 1 - Le port du voile
Il n'y aucune obligation de port de voile au Maroc. Toutefois, les modes venues de certains pays du Golfe, les difficultés à se faire respecter et la peur de se faire agresser poussent de plus en plus de femmes à le porter.

Le port du voile au Maroc ne fait cependant pas l'unanimité, et est également un sujet politique porteur de message.
Il est parfois également mal perçu par la société, notamment lorsqu'il est porté selon des modes trop moyen-orientales ou qu'il porte atteinte au "vivre ensemble" (notamment dans certains lycées (cas de Ibn Sina à Tanger) ou dans certaines entreprises).
Historiquement, il n'y a pas homogénéité dans les modes vestimentaires des marocaines, avec de grandes différences entre les femmes berbères du Nord, les femmes de l'Atlas, les femmes arabes des villes. Le Maroc a donc de tout temps toujours composé avec ces différences.

##### 2 - La chasse et consommation de sanglier
Certes très minoritaire, la chasse et la consommation de sanglier ont toujours existé dans les parties septentrionale du Moyen Atlas ou dans le Rif. Comme l'attestent certains écrits du XIXe siècle, la consommation de sanglier a existé dans la tribu des Beni Seddath dans le Rif par exemple
Aujourd'hui, la chasse au sanglier est autorisée et des battues officielles existent. Mais la consommation du sanglier reste très minoritaire, "officieuse" et interdite 

##### 3 - La consommation d'alcool
Le sentiment, apparemment « rigoriste », de la population face au jeûne durant ramadan s'oppose au comportement assez tolérant qu'observent une grande majorité de Marocains vis-à-vis de l'alcool.
Cela s'explique notamment par la production et la consommation millénaire de vin au Maroc, essentiellement par les communautés juives et chrétiennes, mais également par les musulmans de manière plus ou moins admise : voir viticulture au Maroc.
L'interdiction de la consommation d'alcool pour les citoyens marocains musulmans a été entérinée par l’arrêté viziriel du 17 juillet 1967 (B.O. no 2856 du 26 juillet 1967 : 829) émanant du Directeur du Cabinet Royal.
En réalité, cette disposition s'applique très peu dans les faits. Le profil des consommateurs de produits alcoolisés se compose généralement de Marocains musulmans. Et la plus grande société de production et de distribution de vin au Maroc, les Celliers de Meknès (groupe Diana Holding) a été fondée et est dirigée par un marocain musulman, Brahim Zniber. La vente d'alcool aux Marocains musulmans est cependant interdite par la loi.

##### 4 - La consommation de cannabis
Bien que le cannabis soit une drogue et reste officiellement interdit, il existe une certaine tolérance historique envers la culture et la consommation de cannabis aussi bien au niveau des autorités qu'au niveau sociétal. Traditionnellement, la consommation de cannabis passe par la consommation de kif à l'aide d'un sebsi (pipe maghrébine).